# Rapière (contre-torpilleur)
Pour les articles homonymes, voir Rapière.
La Rapière est un contre-torpilleur de classe Rochefortais construit pour la marine française au début du XXe siècle.

## Construction et service
Lorsque la Première Guerre mondiale éclate, en août 1914, la Rapière est affecté à la 3e escadrille de torpilleurs de la 2e escadre légère basée à Cherbourg.